# Joe Santos

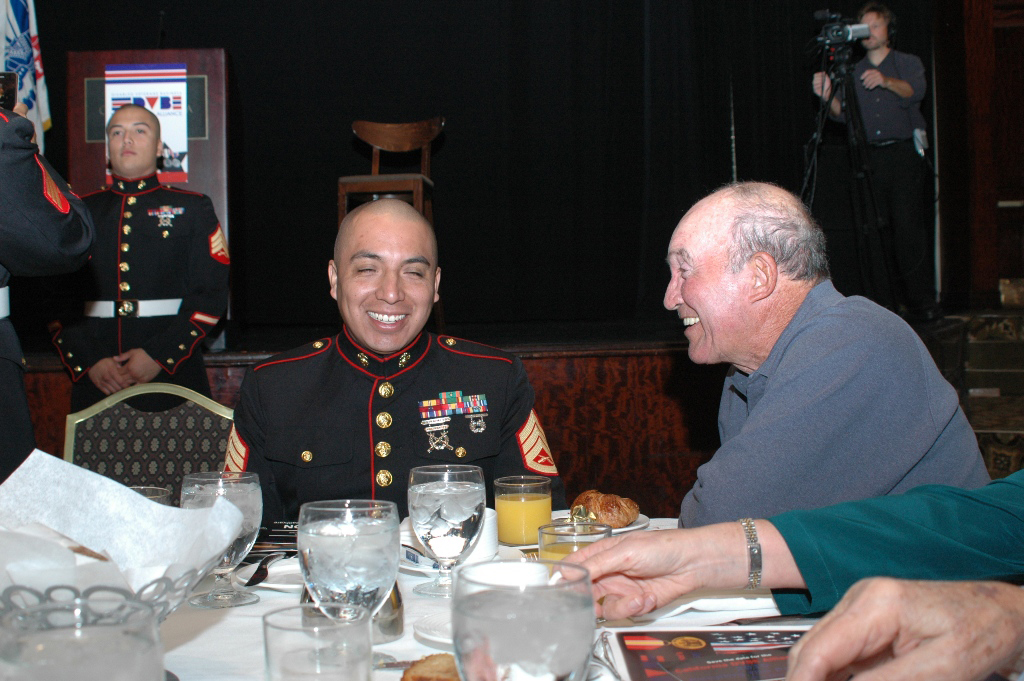
Joe Santos (rechts), 2009

Joe Santos (* 9. Juni 1931 als Joseph John Minieri in Brooklyn, New York City, New York; † 18. März 2016 in Santa Monica, Kalifornien) war ein US-amerikanischer Filmschauspieler, der auch unter dem Namen Joe Russell gelistet wurde.

## Leben
Der Sohn italienischstämmiger Eltern wuchs im New Yorker Stadtteil Brooklyn im Viertel Red Hook auf. Sein Vater, Joseph John Minieri, war am Tag der Geburt seines Sohnes gestorben. Seine Mutter Rose Sarno wurde Sängerin und Geschäftsführerin von Nachtclubs in New York und in Havanna und heiratete den aus Puerto Rico stammenden Sänger Daniel Santos. Ursprünglich getauft auf den Namen seines Vaters, nahm Santos den Nachnamen seines Stiefvaters an.
Nach dem Besuch der Militärschule diente Santos im Koreakrieg. Nach seiner Rückkehr studierte er zunächst an der Fordham University, um schließlich als Gebrauchtwagenimporteur ebenfalls nach Havanna zu ziehen. Dort heiratete er am 31. März 1958 Mary Montero. Zusammen mit dieser kehrte Santos nach dem Sieg der Revolution auf Kuba in die Vereinigten Staaten zurück.
Santos, dem erst mit Anfang 40 der Durchbruch als Schauspieler gelang, spielte vor allem Gast- und Nebenrollen in Fernsehserien und -filmen. In der Rolle des Polizisten Lt. Dennis Becker in der Fernsehserie Detektiv Rockford – Anruf genügt erlangte Joe Santos an der Seite von James Garner ab Mitte der 1970er Jahre besondere Bekanntheit, wofür er 1979 als „bester Nebendarsteller in einer Dramaserie“ für den Primetime Emmy Award nominiert wurde. Diese Rolle übernahm er zudem in mehreren späteren Fernsehfilmen zur Serie. Eine wiederkehrende Rolle als Lieutenant der Polizei hatte er in den 1980er Jahren auch in den Fernsehserien Hardcastle & McCormick (Lt. Frank Harper) und Magnum (Lt. Nolan Page). Später spielte er den Gangster Angelo Garepe in der erfolgreichen Serie Die Sopranos.
Joe Santos verstarb am 18. März 2016 in einem Krankenhaus in Santa Monica an den Folgen eines zwei Tage zuvor erlittenen Herzinfarkts.
Aus Santos Ehe mit Mary Montero, die 1988 verstorben war, gingen drei Kinder hervor, darunter der Regisseur und Produzent Perry Santos. In zweiter Ehe war Santos mit Nancy Hobson verheiratet.  Sein Cousin war der Regisseur und Drehbuchautor Joseph W. Sarno.

## Filmografie (Auswahl)
- 1963: Gnadenlose Stadt (Naked City, Fernsehserie, eine Folge)
- 1971: Wo Gangster um die Ecke knallen (The Gang That Couldn’t Shoot Straight)
- 1971: Panik im Needle Park (The Panic in Needle Park)
- 1972: Liebesgrüße aus Pistolen (Shaft’s Big Score)
- 1973: Der Spürhund (Shamus)
- 1974: Zandys Braut (Zandy’s Bride)
- 1973: Der Don ist tot (The Don is Dead)
- 1974: Die Straßen von San Francisco (The Streets of San Francisco, Fernsehserie, Folge 2x22 Selbstjustiz)
- 1974: Barnaby Jones (Fernsehserie, eine Folge)
- 1974–1980: Detektiv Rockford – Anruf genügt (The Rockford Files, Fernsehserie, 112 Folgen)
- 1983: Das fliegende Auge (Blue Thunder)
- 1984: Fear City – Manhattan 2 Uhr nachts (Fear City)
- 1984: Das A-Team (Fernsehserie, Episode 3x07, Ärger auf Rädern)
- 1984: Hunter (Fernsehserie, Folge 1x04: The Hot Grounder )
- 1985–1986: Hardcastle & McCormick (Fernsehserie, acht Folgen)
- 1986–1987: MacGyver (Fernsehserie)
- 1987–1988: Mord ist ihr Hobby (Fernsehserie)
- 1988: Magnum (Magnum, p.i., Fernsehserie, fünf Folgen)
- 1988: Miami Vice (Fernsehserie, eine Folge)
- 1990: Revenge – Eine gefährliche Affäre (Revenge)
- 1991: Last Boy Scout – Das Ziel ist Überleben (Last Boy Scout)
- 1992: Meh’ Geld (Mo’ Money)
- 1992: Frank Sinatra – Der Weg an die Spitze (Sinatra, Fernsehfilm)
- 1994: Detektiv Rockford – L.A. – Ich liebe dich (Fernsehfilm)
- 1995: Detektiv Rockford – Ende gut, alles gut (Fernsehfilm)
- 1996: Detektiv Rockford – Teuflisches Komplott (Fernsehfilm)
- 1996: Detektiv Rockford – Eine Frage der Ehre (Fernsehfilm)
- 1996: Detektiv Rockford – Falsche Freunde (Fernsehfilm)
- 1996: Detektiv Rockford – Russisches Roulette (Fernsehfilm)
- 1997: Detektiv Rockford – Detektiv im Rampenlicht (Fernsehfilm)
- 1997: Postman
- 1999: Detektiv Rockford – Nur Blut verkauft sich gut (Fernsehfilm)
- 2000: Unter falschem Namen (Auggie Rose)
- 2001: Proximity – Außerhalb des Gesetzes (Proximity)
- 2001: Ein Mann für geheime Stunden (The Man from Elysian Fields)
- 2007: Die Sopranos (The Sopranos, Fernsehserie, sieben Folgen)